# Sävstarrar
Sävstarrar (Kobresia) är ett släkte av halvgräs. Sävstarrar ingår i familjen halvgräs.
Många arter av sävstarrar är ett viktigt bete för betesboskap på den tibetanska högplatån.

## Bildgalleri

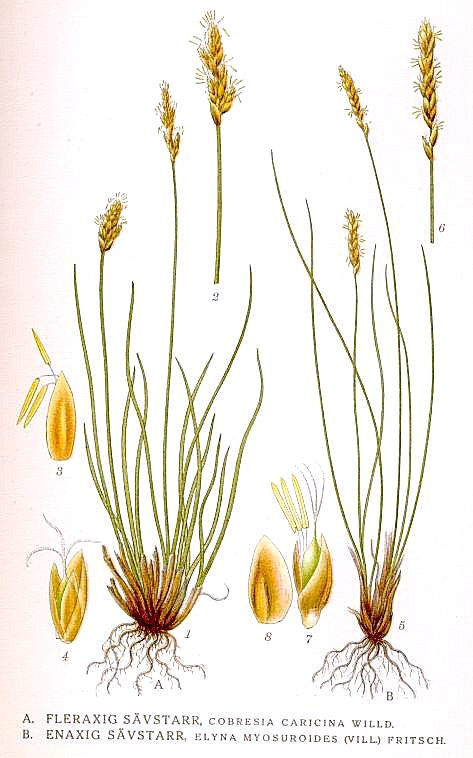
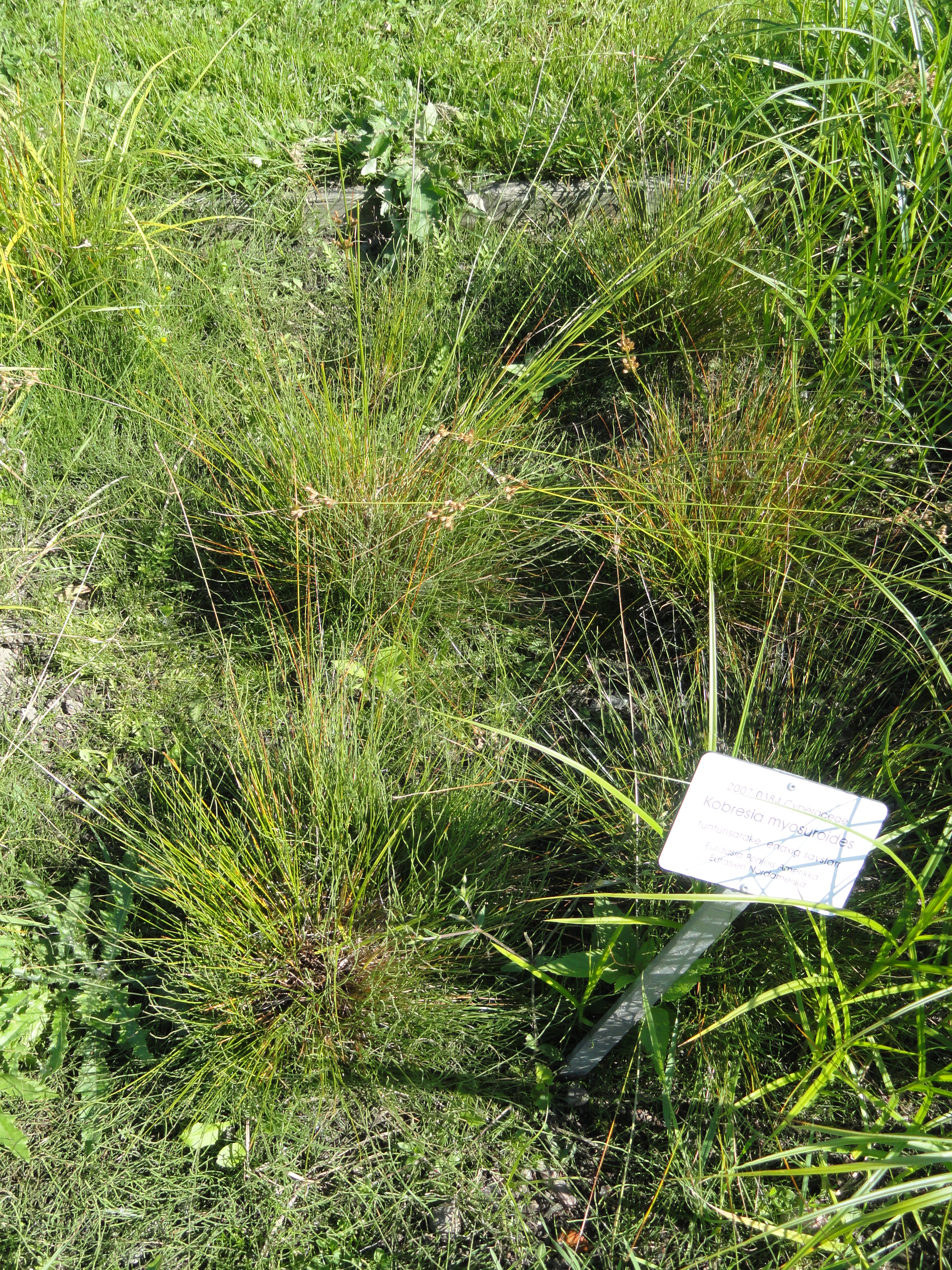
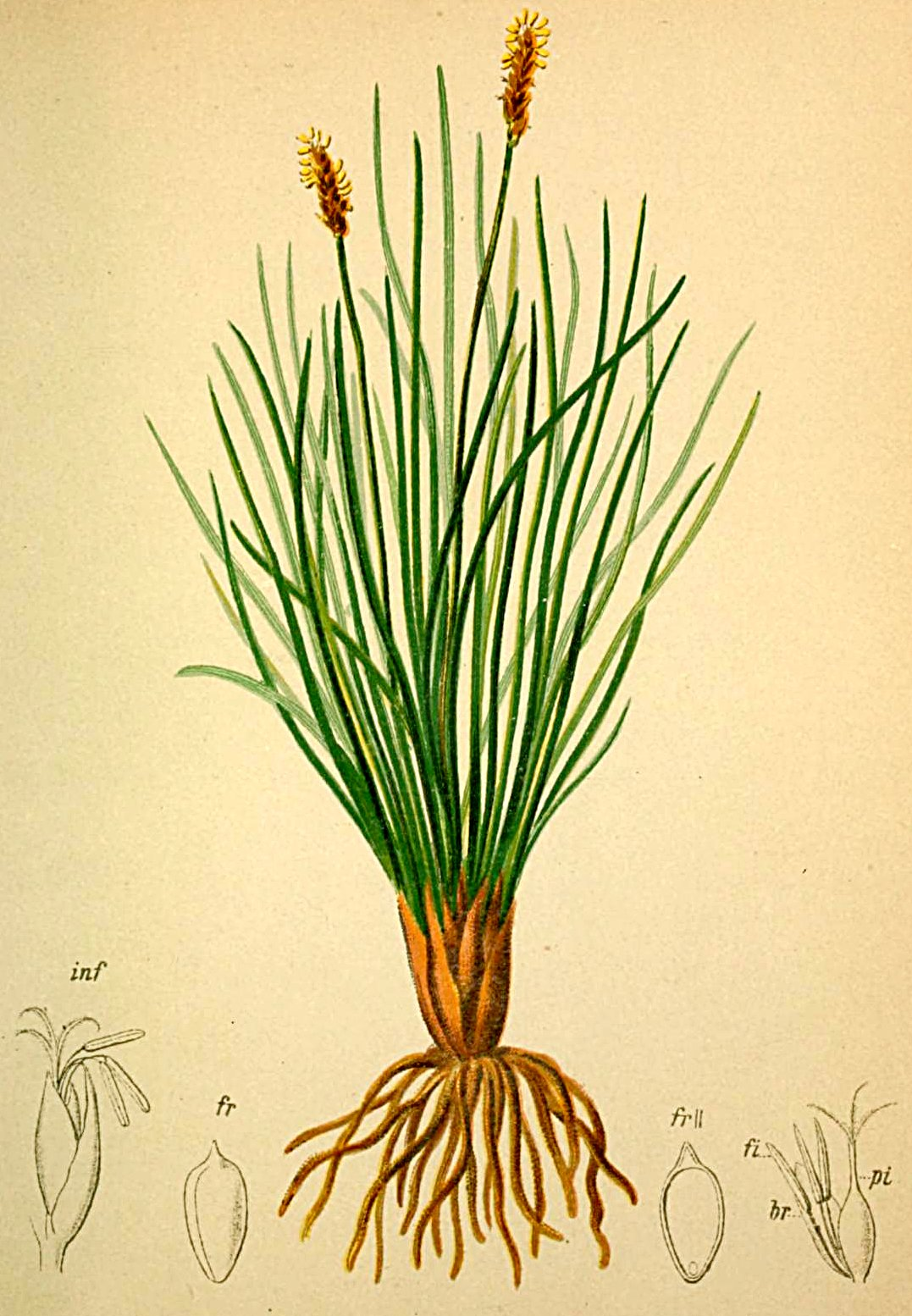

## Dottertaxa till Sävstarrar, i alfabetisk ordning[1]
- Kobresia burangensis
- Kobresia capillifolia
- Kobresia cercostachys
- Kobresia condensata
- Kobresia cuneata
- Kobresia curticeps
- Kobresia curvirostris
- Kobresia duthiei
- Kobresia esbirajbhandarii
- Kobresia esenbeckii
- Kobresia falcata
- Kobresia filicina
- Kobresia filifolia
- Kobresia fissiglumis
- Kobresia fragilis
- Kobresia gammiei
- Kobresia gandakiensis
- Kobresia graminifolia
- Kobresia harae
- Kobresia hohxilensis
- Kobresia humilis
- Kobresia inflata
- Kobresia kanaii
- Kobresia kansuensis
- Kobresia karakorumensis
- Kobresia kobresioidea
- Kobresia kuekenthaliana
- Kobresia laxa
- Kobresia littledalei
- Kobresia loliacea
- Kobresia macrantha
- Kobresia macrolepis
- Kobresia mallae
- Kobresia myosuroides
- Kobresia nepalensis
- Kobresia nitens
- Kobresia prainii
- Kobresia pusilla
- Kobresia pygmaea
- Kobresia robusta
- Kobresia royleana
- Kobresia sanguinea
- Kobresia schoenoides
- Kobresia setschwanensis
- Kobresia sibirica
- Kobresia sikkimensis
- Kobresia simpliciuscula
- Kobresia smirnovii
- Kobresia squamiformis
- Kobresia tibetica
- Kobresia tunicata
- Kobresia uncinioides
- Kobresia vaginosa
- Kobresia vidua
- Kobresia woodii
- Kobresia yadongensis
- Kobresia yangii